# S. Bear Bergman

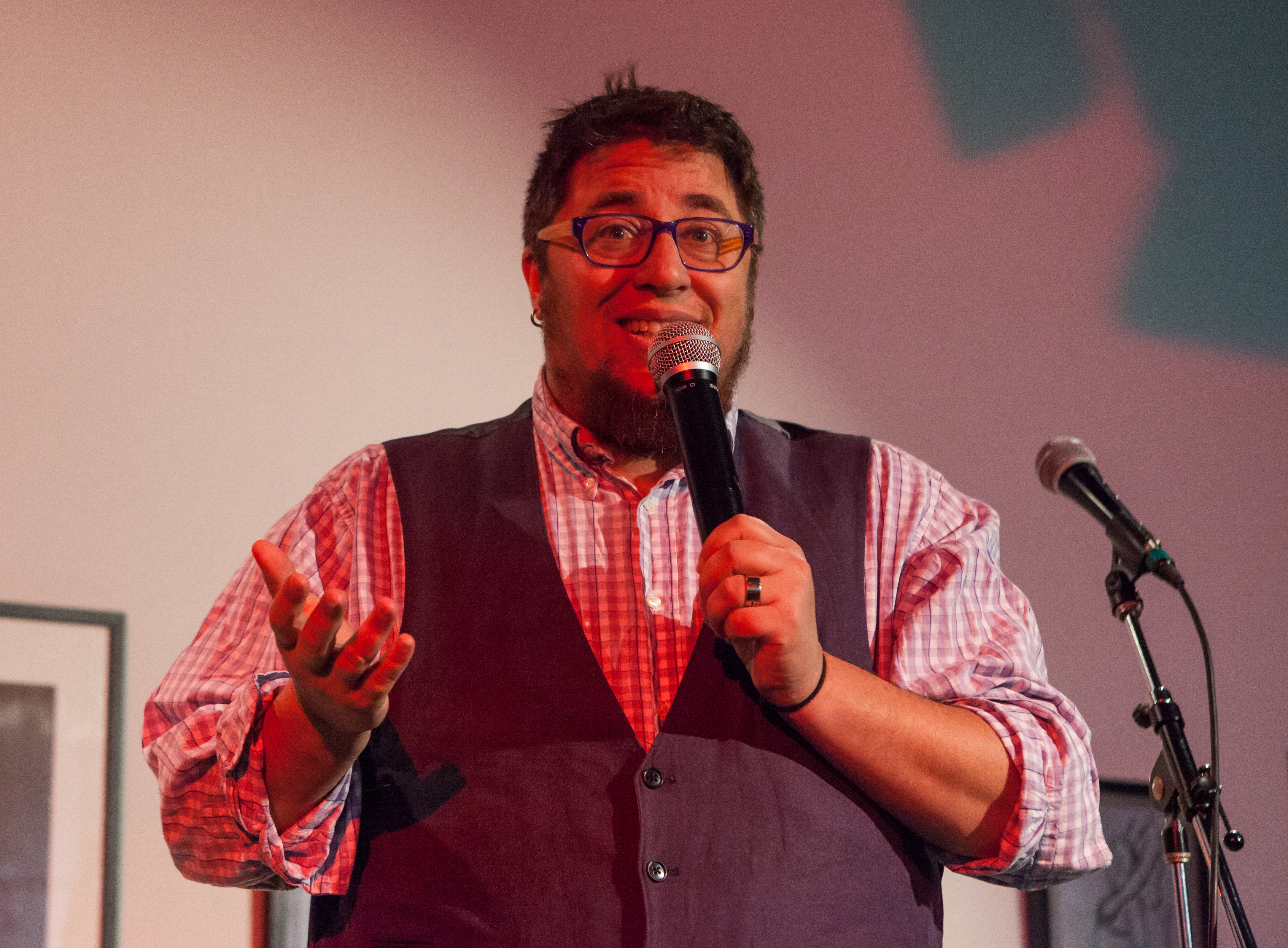
S. Bear Bergman, 2016

S. Bear Bergman (* 22. September 1974) ist ein US-amerikanischer Autor.

## Leben
Bergman studierte an der Concord Academy im US-Bundesstaat Massachusetts. Er war einer der Gründer der ersten Gay–Straight Alliance und setzte sich als Mitglied der Safe Schools Commission beim Gouverneur von Massachusetts für die LGBT-Community ein. Anschließend studierte er am Hampshire College, wo er mit einem Bachelor of Fine Arts abschloss. Es folgte ein Studium der Erziehungswissenschaften an der University of Massachusetts, das er mit Master abschloss.
Im September 2006 erschien sein erstes Buch Butch is a Noun, das für den Lambda Literary Award in der Kategorie LGBT Nonfiction nominiert wurde. 2010 wurde das ursprünglich über Suspect Thoughts Press verlegte Buch von Arsenal Pulp Press erneut aufgelegt.
2009 folgte The Nearest Exit May Be Behind You, das Finalist beim Lambda Literary Award in der Kategorie Transgender wurde.  2010 war er Koautor von Gender Outlaws: The Next Generation, zusammen mit Kate Bornstein. Zusammen mit ihr gewann er den Lambda Literary Award in der Kategorie LGBT Anthology sowie einen Jurypreis des Publishing Triangle.
Daneben schreibt er auch Kinderbücher. The Adventures of Tulip, Birthday Wish Fairy (2012) wurde ebenfalls als für den Lambda Literary Award nominiert.
Neben seiner schriftstellerischen Tätigkeit tritt er auch an Universitäten auf und schreibt Theaterstücke. Seine Auftritte beim National Gay & Lesbian Theatre Festival in Columbus, Ohio gewannen drei Mal hintereinander Preise. 2005 bekam er eine Ehrung des Massachusetts Cultural Council für seine Drehbücher sowie den Millay Colony for the Arts Fellowship Award. Er wurde außerdem in die Trans 100 der glaad aufgenommen.

## Privatleben
Bear lebt mit seinem Ehemann J Wallace Skelton in Toronto, Ontario. Das Paar hat drei Kinder.

## Werke

### Bücher
- Blood, Marriage, Wine & Glitter 2013, Arsenal Pulp Press, ISBN 978-1-55152-511-2
- The Adventures of Tulip, Birthday Wish Fairy 2012, Flamingo Rampant, ISBN 978-0-9879763-0-7
- Backwards Day 2012, Flamingo Rampant, ISBN 978-0-9879763-1-4
- Gender Outlaws: The Next Generation, zusammen mit Kate Bornstein. 2010, Seal Press ISBN 978-1-58005-308-2
- The Nearest Exit May Be Behind You 2009, Arsenal Pulp Press, ISBN 978-1-55152-264-7
- Butch Is A Noun 2006, Arsenal Pulp Press, ISBN 978-1-55152-369-9

### Theater und Performances
- Gender Reveal Party
- Machatunim
- The Virginity Lost & Found
- Monday Night in Westerbork
- Clearly Marked
- You'll Never Piss In This Town Again
- Ex Post Papa

## Preise und Auszeichnungen (Auswahl)
- Lambda Literary Award, 2011